# Pointe de Bernon
La pointe de Bernon est une presqu'île du golfe du Morbihan, sur la commune de Sarzeau (Morbihan).

## Géographie
Située sur la presqu'île de Rhuys, la pointe de Bernon s'étend dans l'axe nord-est sud-ouest. Elle est longue d'environ 450 mètres, sur 300 mètres de largeur. 
Elle fait face à Godec au nord, une des îles du golfe du Morbihan.